# Franklin De Haven
Pour les articles homonymes, voir De Haven.
Franklin De Haven, né le 26 décembre 1856 à Bluffton dans l'état de l'Indiana et décédé le 10 janvier 1934 à New York dans l'état de New York aux États-Unis, est un peintre tonaliste et impressionniste américain, connu pour ces peintures des paysages de la Nouvelle-Angleterre.

## Biographie
Franklin De Haven naît à Bluffton dans l'état de l'Indiana en 1856. Il grandit dans la région de la Pennsylvanie ou il commence à suivre des cours de peinture auprès des peintres George Monroe et Isaac Taylor. Il s'installe ensuite à New York en 1882 ou il poursuit ses études auprès des peintres George Henry Smillie et Walter N. Satterlee, avant d'ouvrir son studio en 1886.
Durant les années 1880, en alternance avec sa vie new-yorkaise, il séjourne dans les villes d'Oil City et de Milford en Pennsylvanie et dans le village de Manomet (en) situé à côté de la ville de Plymouth dans le Massachusetts. Il réalise ensuite de nombreux voyages dans la région de la Nouvelle-Angleterre, se spécialisant dans la peinture des paysages de cette région.
Au début des années 1910, il se consacre également à la fabrication de violons. Il est, de 1926 à 1929, le président du Salmagundi Club. Il décède à New York en 1934.
Ces œuvres sont notamment visibles ou conservées au Brooklyn Museum de New York, au Smithsonian American Art Museum de Washington, au Worcester Art Museum de Worcester, à la Butler Institute of American Art de Youngstown, au North Carolina Museum of Art de Raleigh, au Jersey City Museum (en) de Jersey City et au musée d'Art d'Indianapolis.

## Œuvres

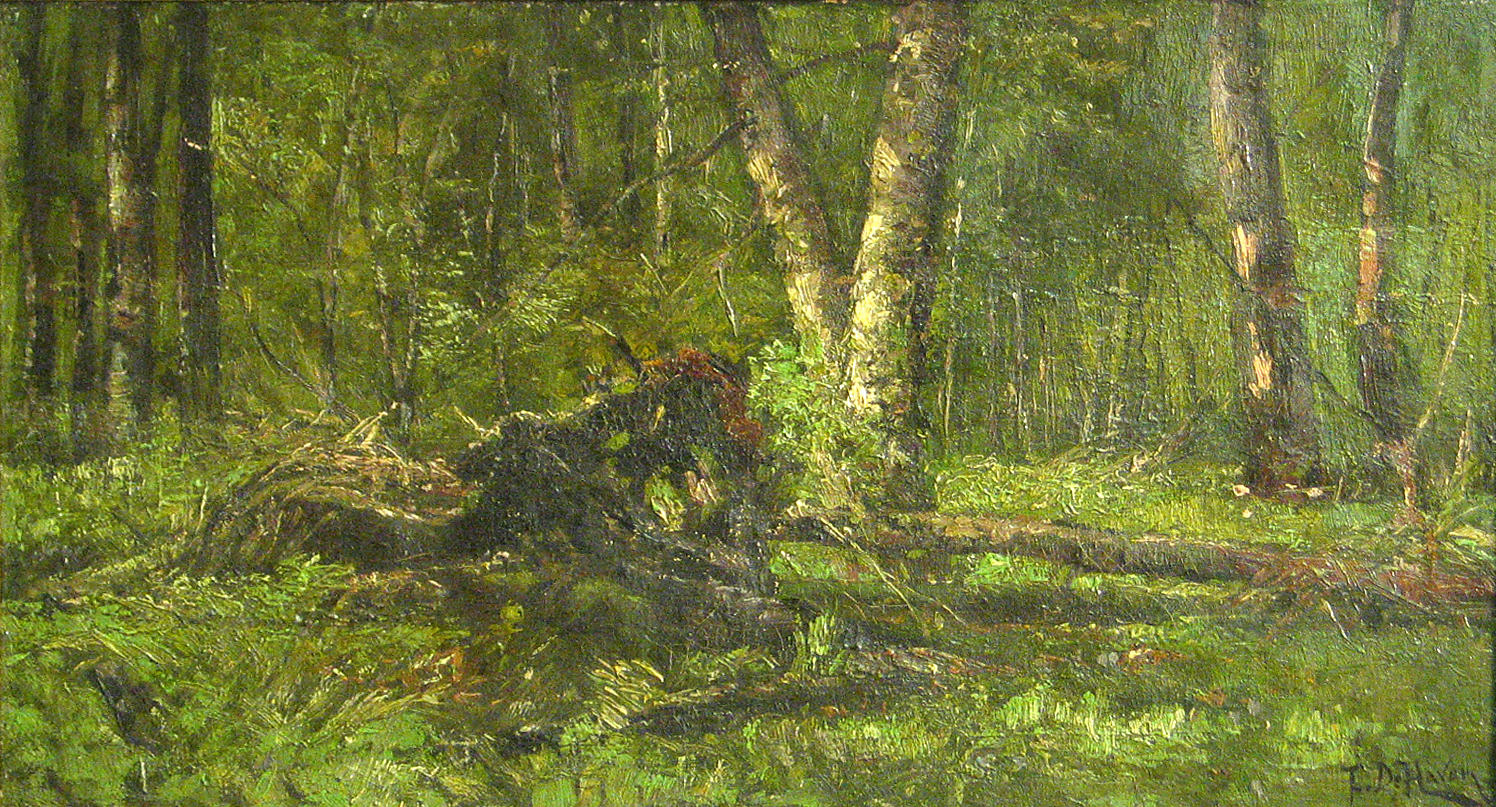
Fallen Tree, sans date
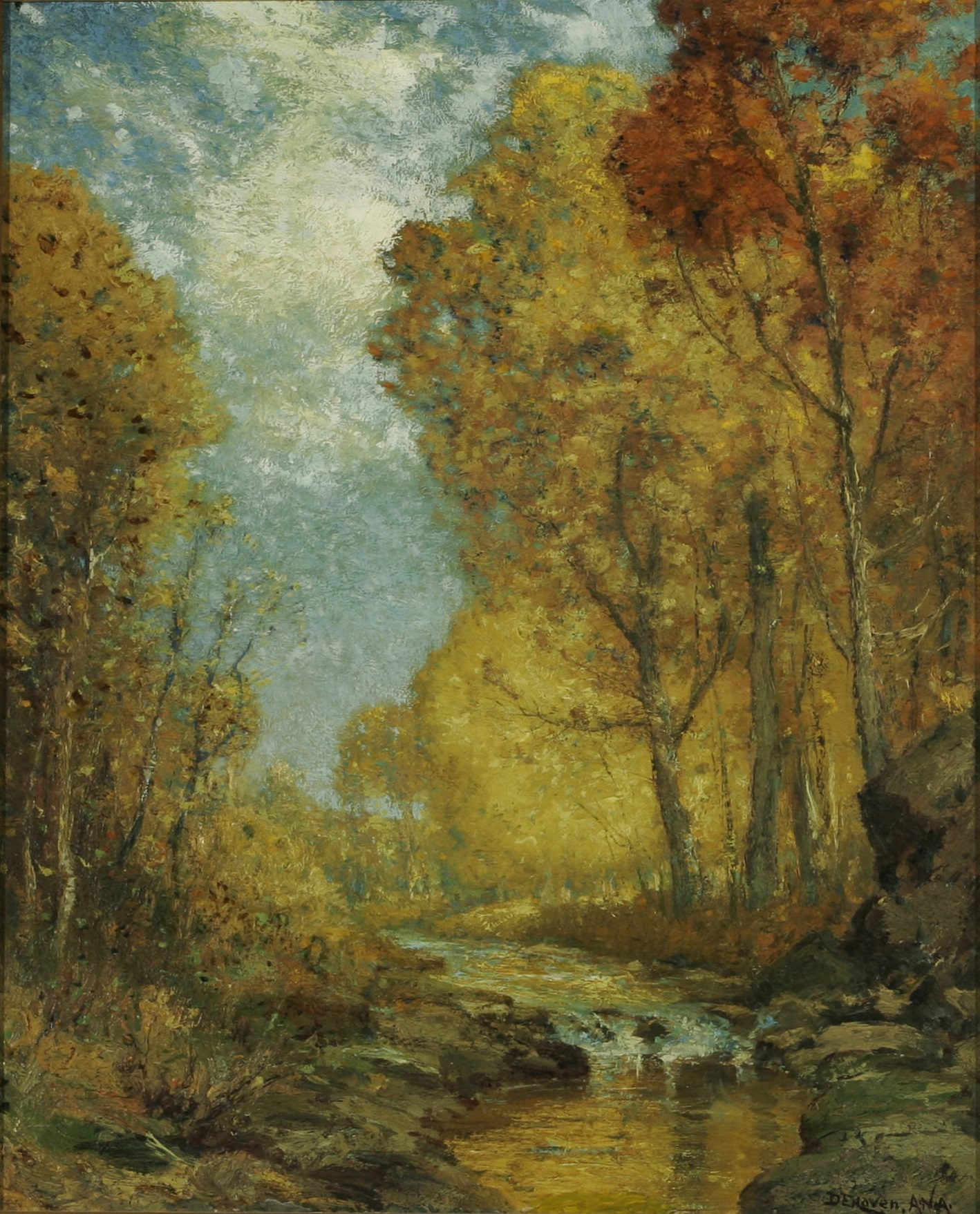
Autumn Landscape, sans date
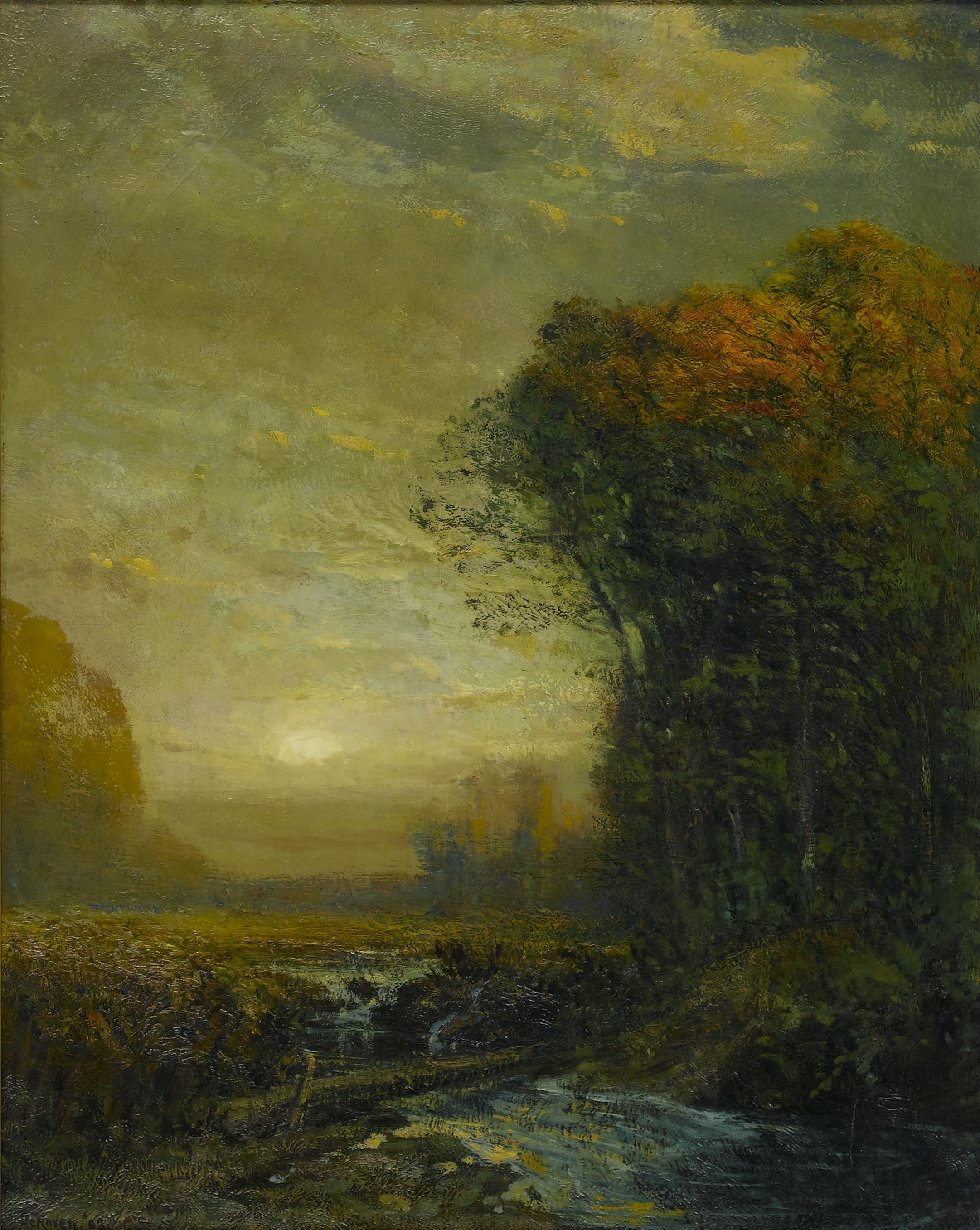
Landscape, sans date
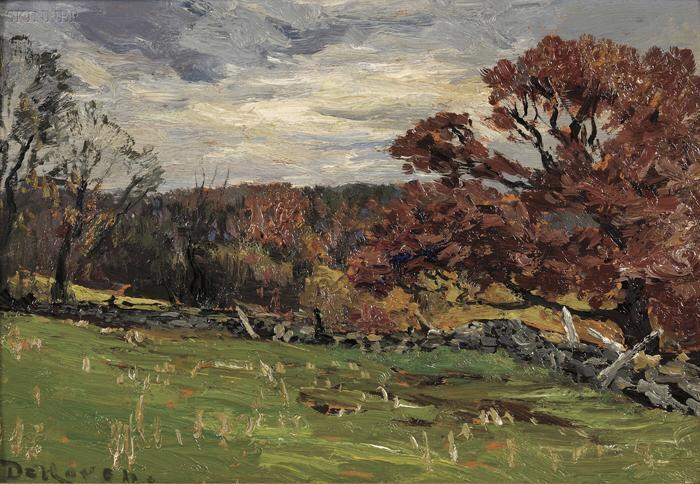
Near Willington, Connecticut, sans date
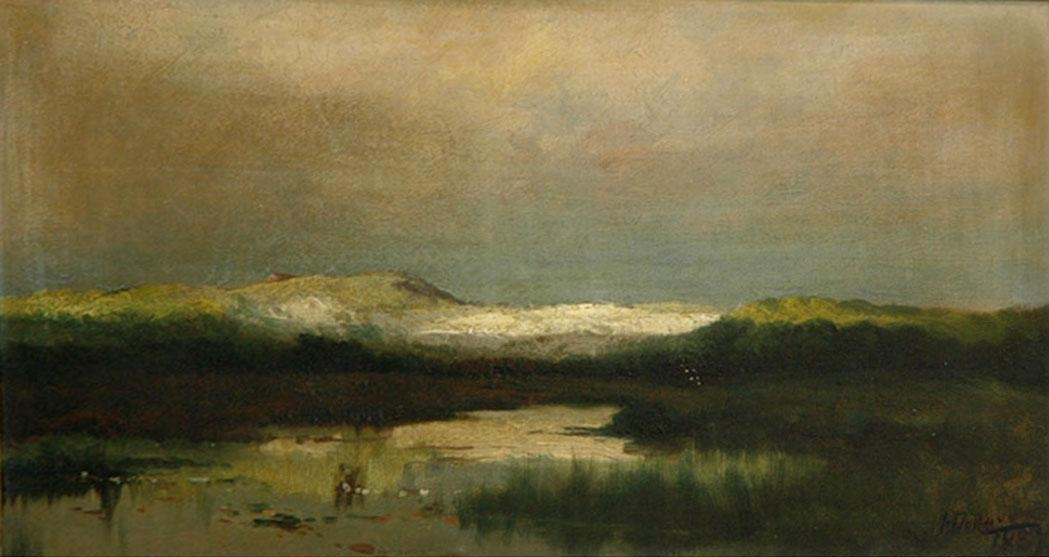
Dunes Sketch, 1889
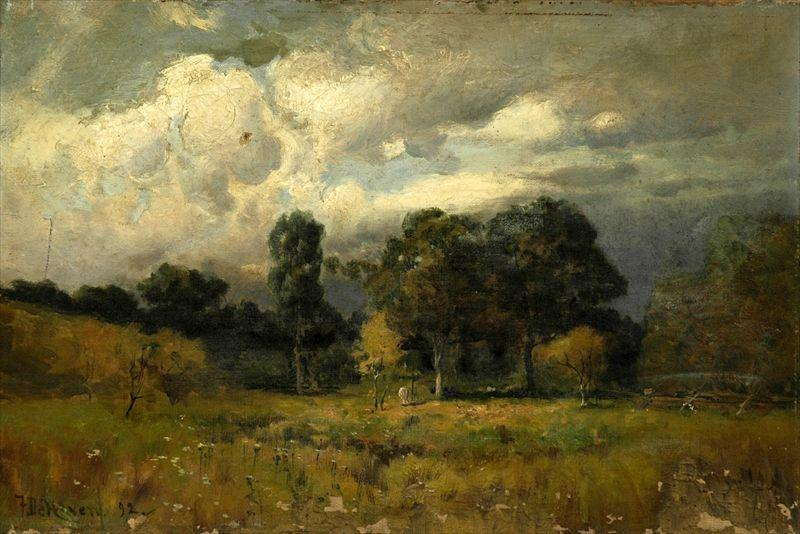
Summer Landscape, 1892
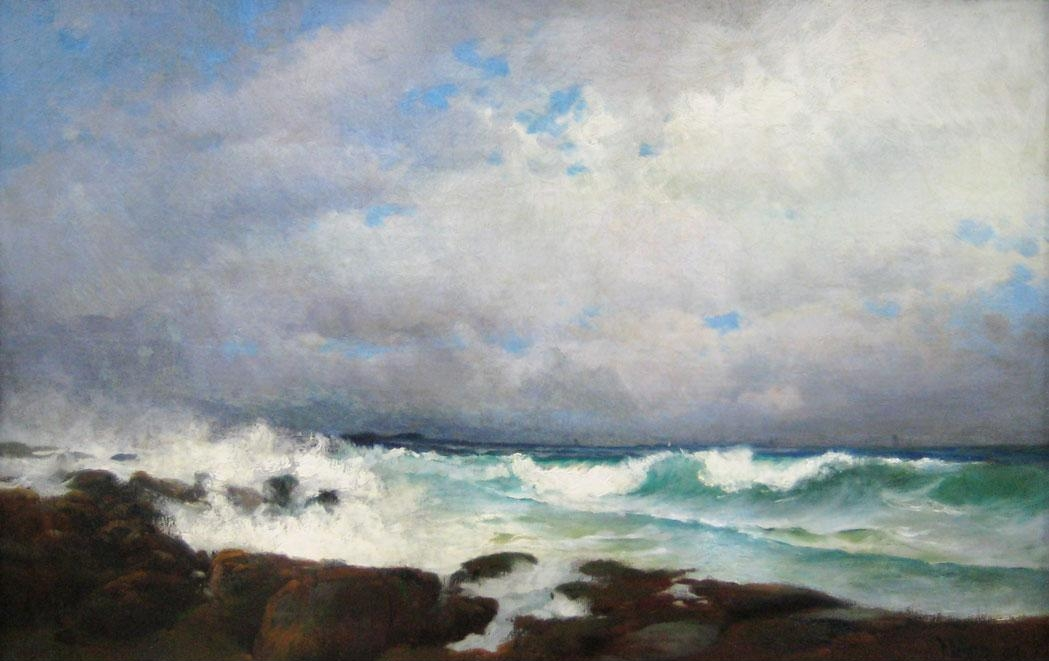
Crasing Waves, 1893
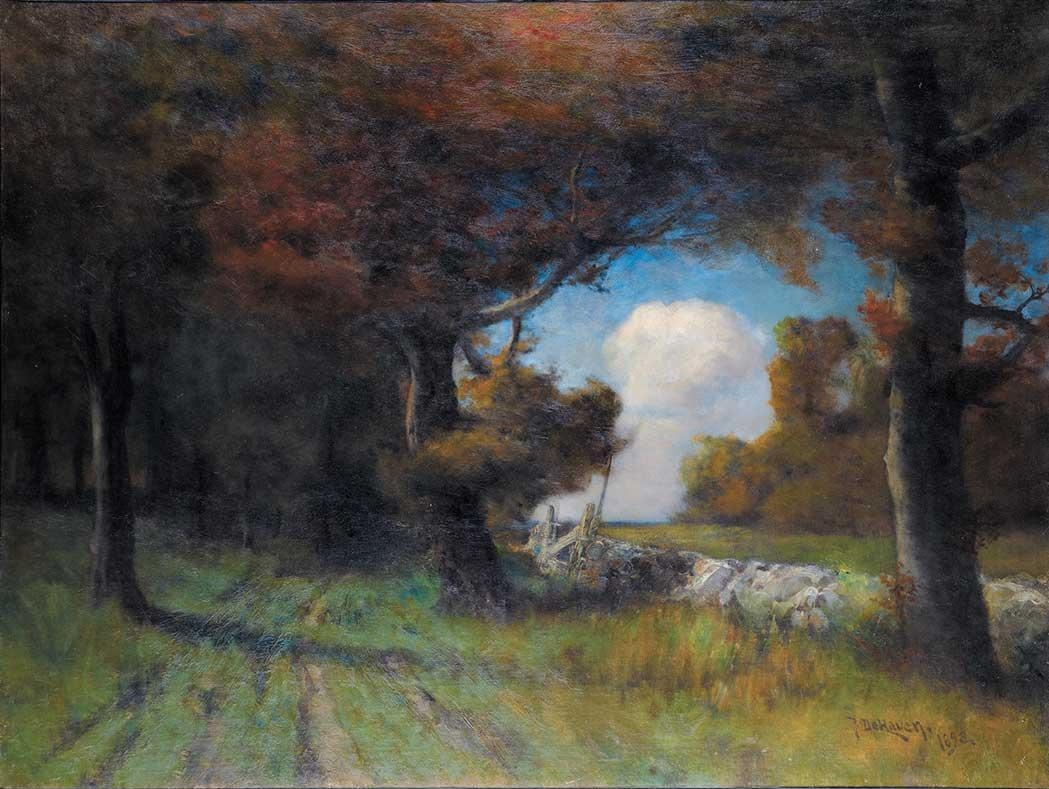
Wooded Landscape with Stone Wall, 1898
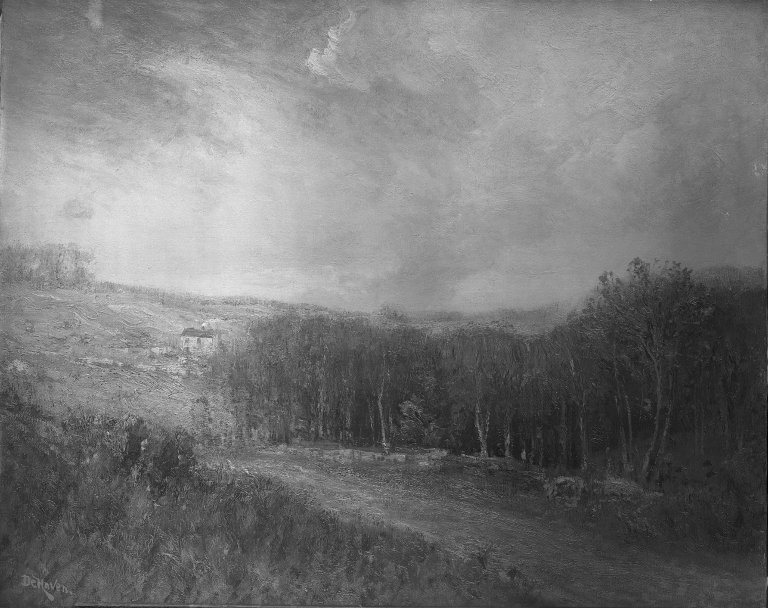
Landscape, vers 1900, Brooklyn Museum
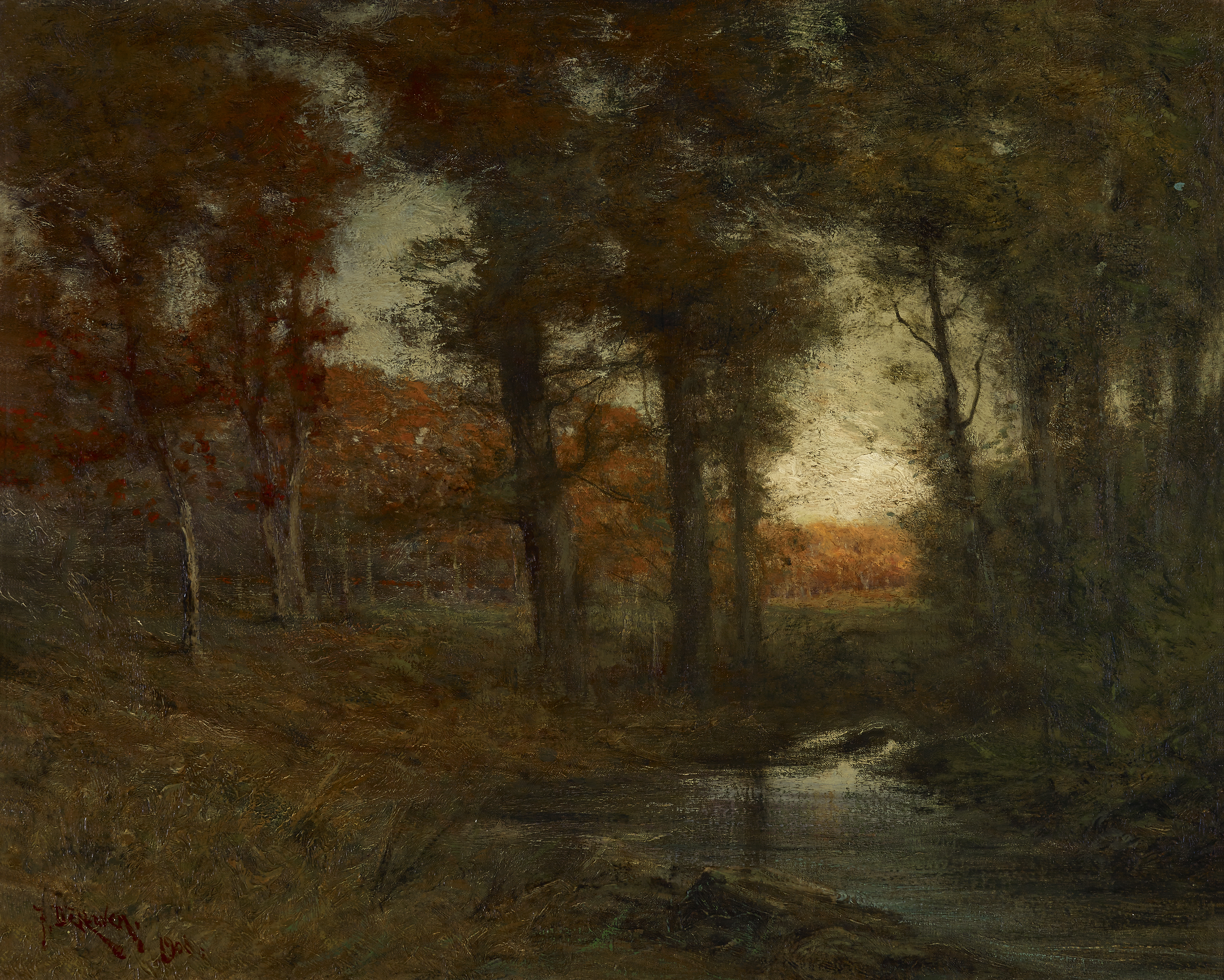
October Morning, 1901, Musée d'Art d'Indianapolis
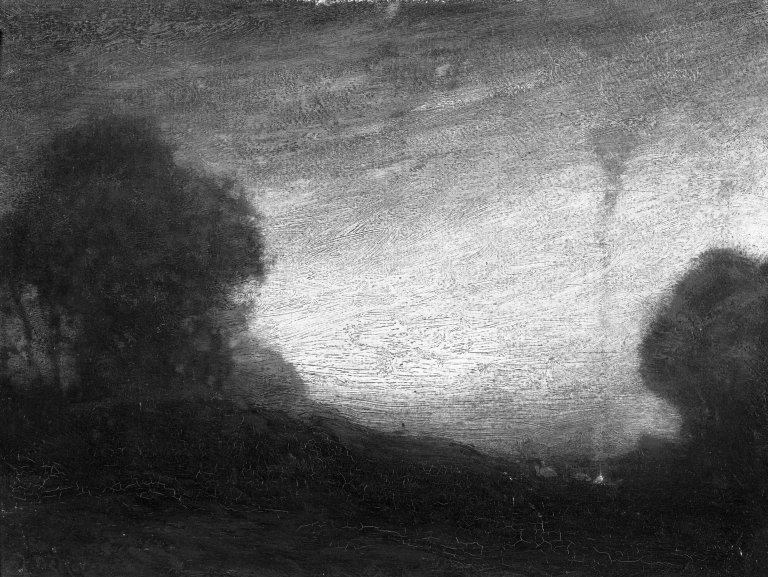
Indian Camp near Custer South Dakota, vers 1905, Brooklyn Museum
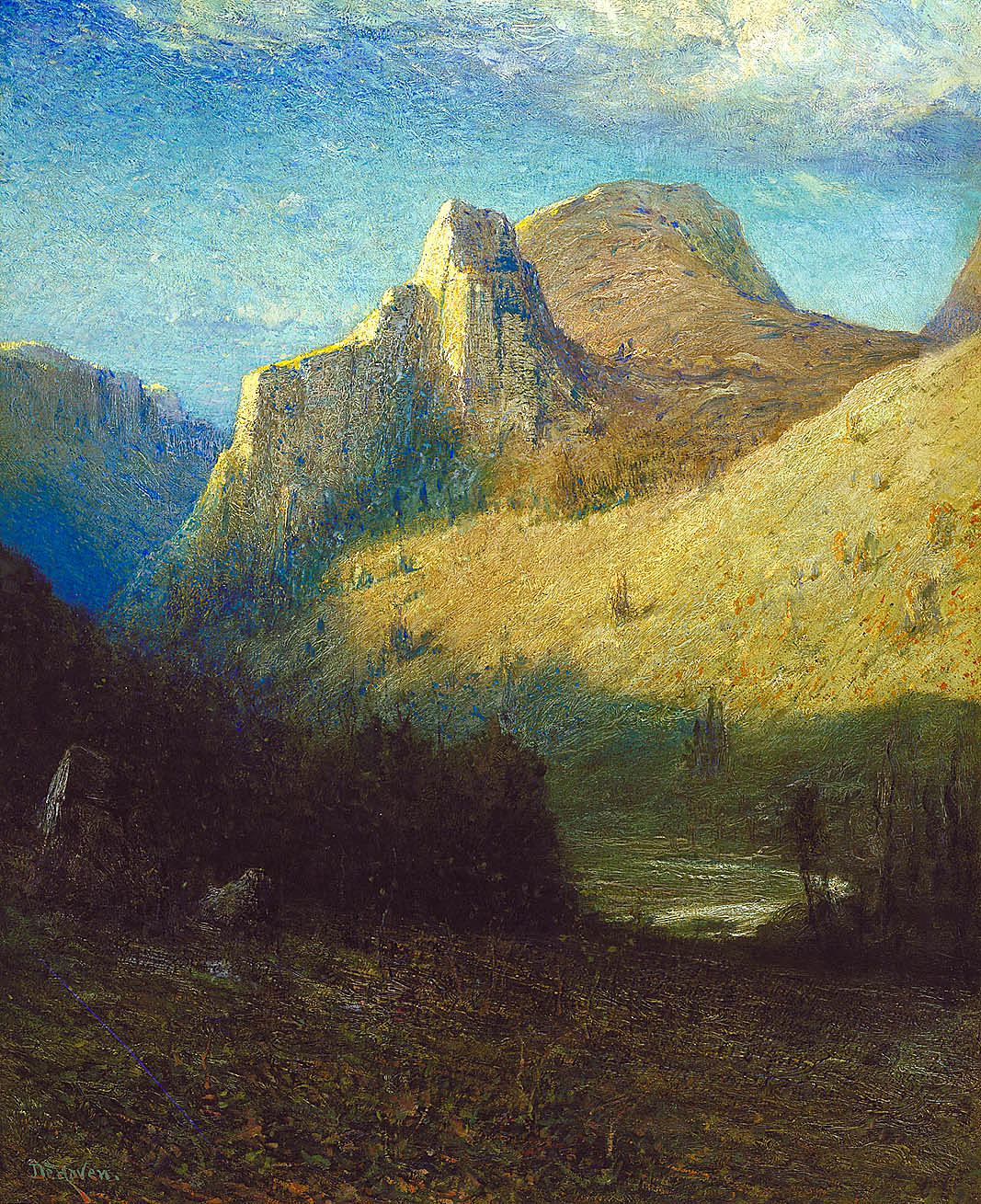
Castle Creek Canyon, South Dakota, 1912, Smithsonian American Art Museum
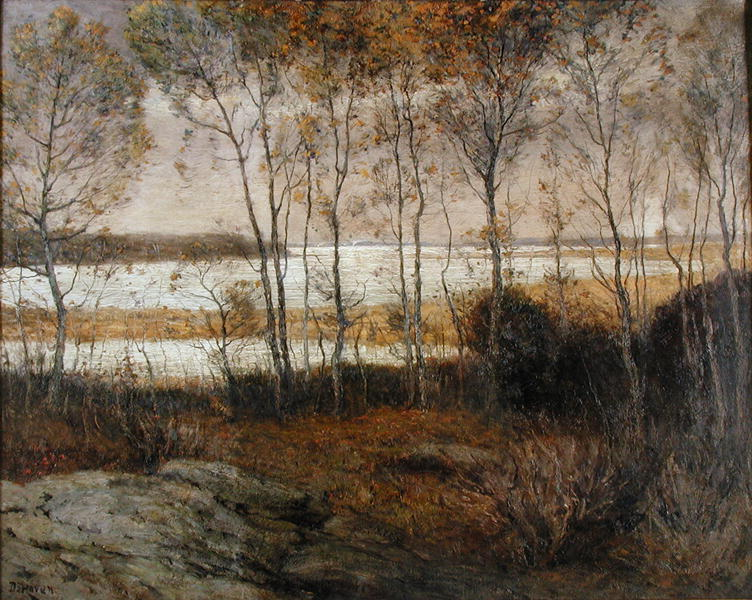
Silvery Waters, 1916, Butler Institute of American Art
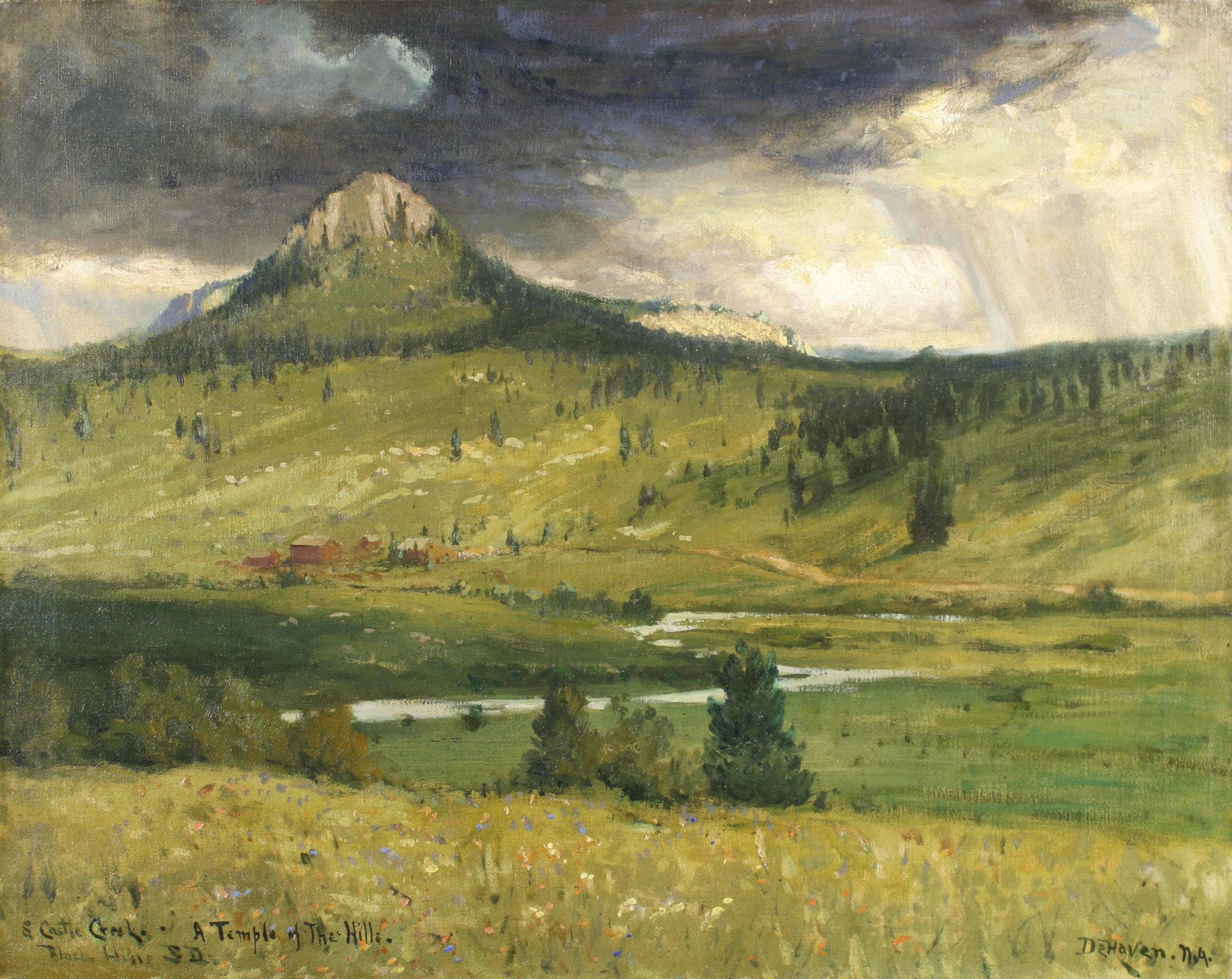
South Castle Creek, sans date
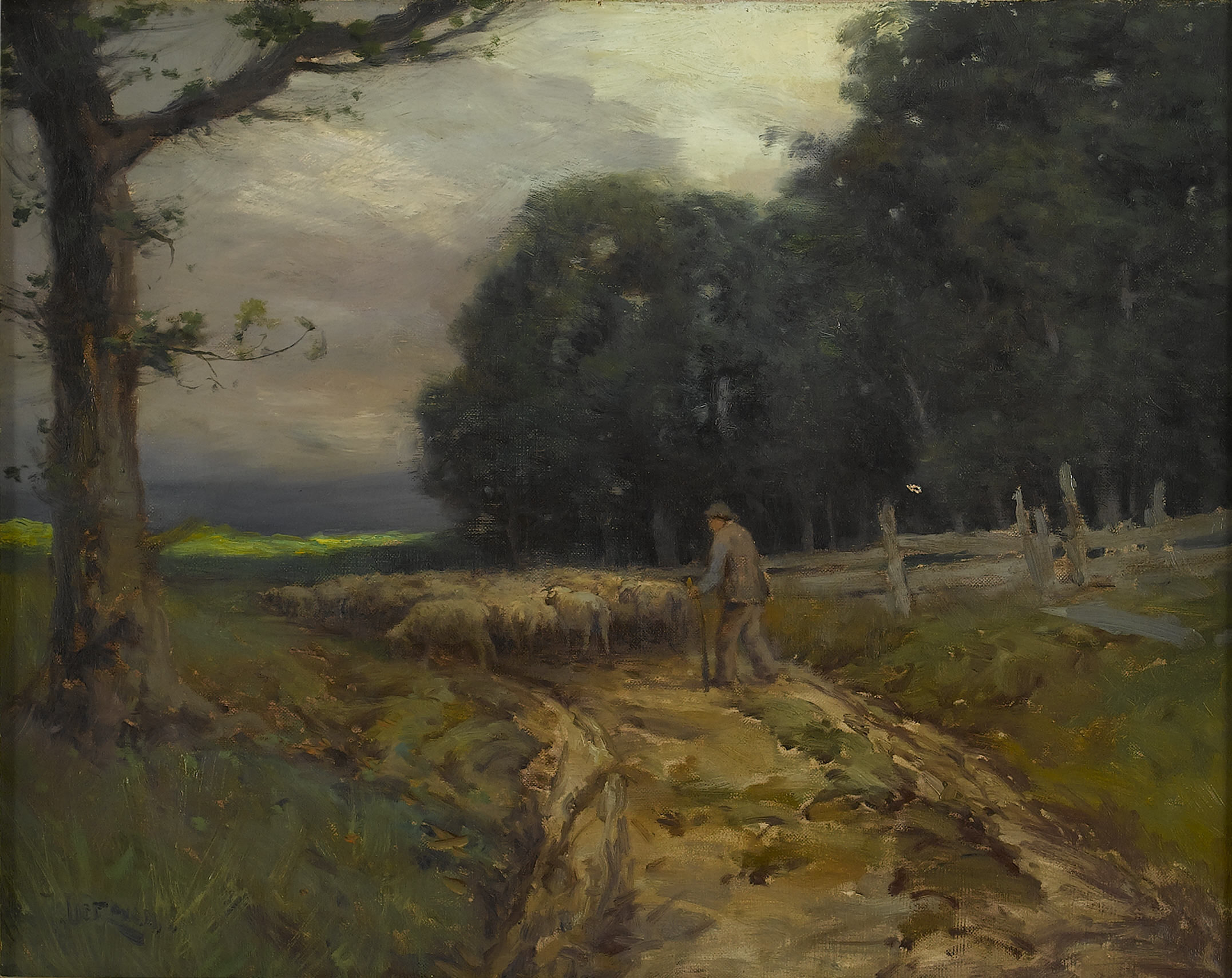
Sheep Herder With Sheep, sans date
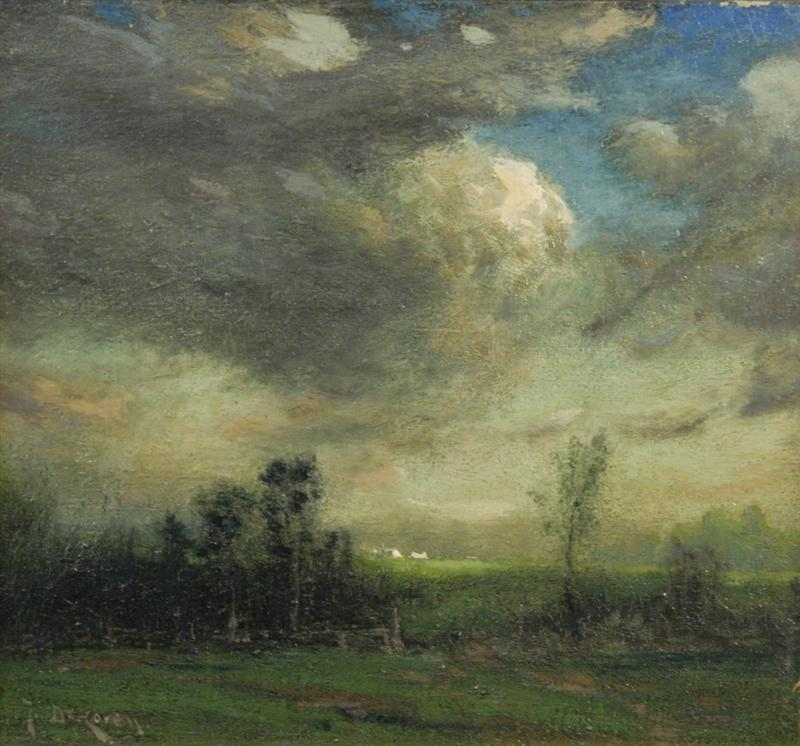
Impressionist Landscape, sans date
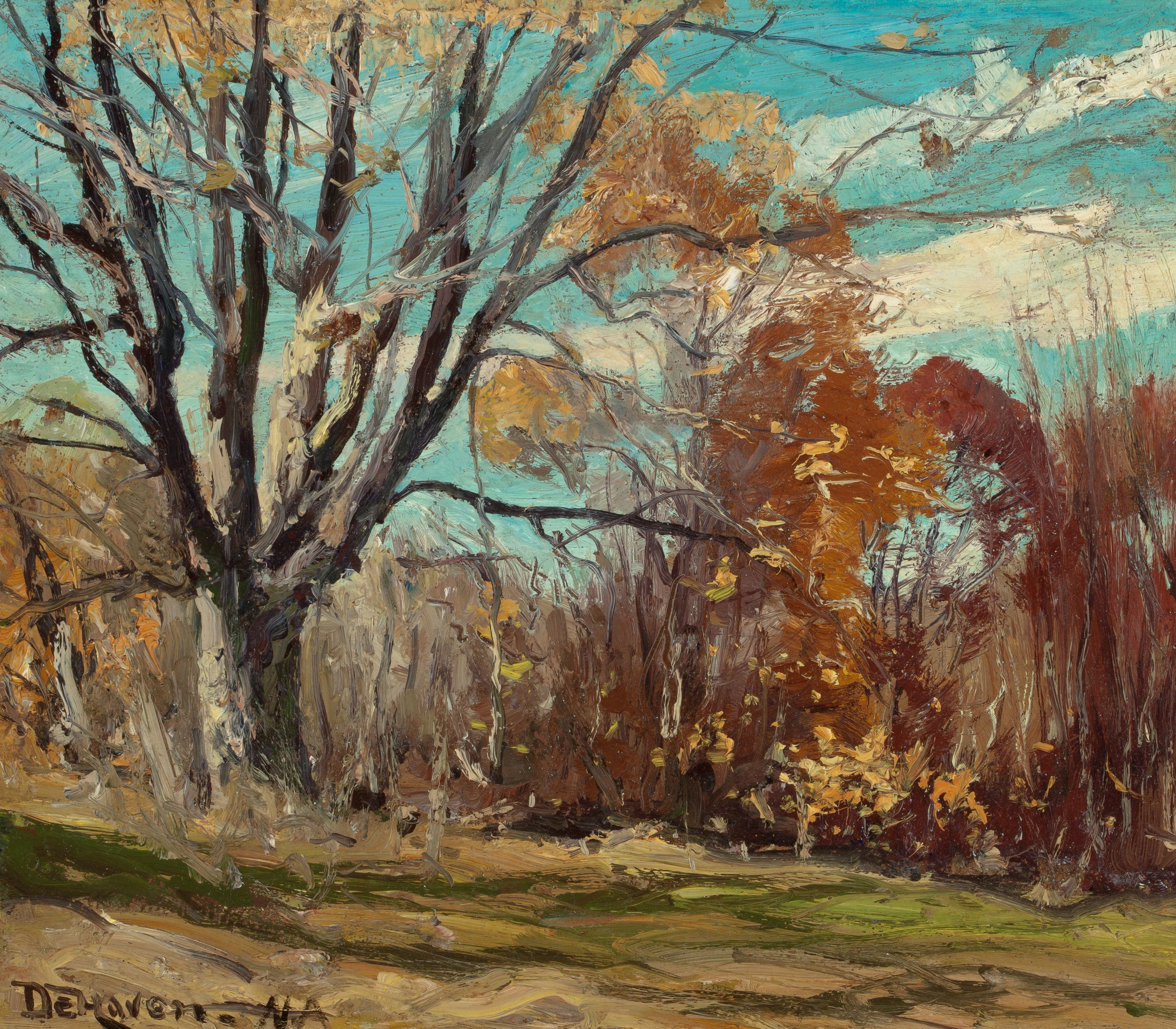
Fall Landscape, sans date